# Meridiano de Villa de Cura
El meridiano de la Villa de Cura es el parámetro geográfico por el que se regía la Hora legal de Venezuela (HLV) desde su institución en 1912 hasta 1965, y que la ha definido nuevamente desde el 9 de diciembre de 2007 hasta el 14 de abril de 2016. Se ubica en los 67°30′ de longitud oeste, pasando por las afueras de población de Villa de Cura en el Estado Aragua, que se corresponde con la justa mitad del territorio venezolano.

## Historia
La creación del Observatorio Naval Cagigal en 1888, aunado a los hechos que anunciaban el inicio del desarrollo en materia de tecnología y comunicaciones, creó la necesidad de definir una hora legal nacional, a fin de que pudiese ser difundida a través de los medios de comunicación nacionales. Para dicho propósito, se decidió adoptar los 67° con 30 minutos de longitud oeste, por considerarse un punto geográfico medio aproximado ente los extremos este y oeste del país. La adopción de este meridiano situaba la hora nacional a cuatro horas y treinta minutos con respecto al meridiano de Greenwich, y su determinación marcó del inicio de actividades del Servicio de Hora Legal de Venezuela.
Posteriormente, hubo solicitudes a nivel internacional que sugerían una determinación horaria preferiblemente de una hora o media hora completa, lo que ocasionó que el sistema nacional definiera un nuevo meridiano para el cálculo de su hora legal. Por disposición del Congreso de la República, se escogió el meridiano 60 de latitud oeste, cuya referencia era la localidad de Punta Playa en el Estado Delta Amacuro, en el oriente del país, situado a cuatro horas de Greenwich. Esta disposición inició su aplicación el 1 de enero de 1965.